# Android Kikaider
Android Kikaider: The Animation (яп. 人造人間キカイダー THE ANIMATION) — японский аниме-сериал, созданный как аниме-адаптация известного японского сериала Kikaider студией Sony Animation. Транслировался по детскому каналу Kids Station с 16 октября 2000 по 8 января 2001. Всего было выпущено 13 серий. Аниме-сериал достаточно точно соответствует сюжету оригинальной манги и показывает тёмную сторону главного героя Дзиро.  
В 2003 году выпускался короткий OVA-сериал из 4-х эпизодов — Kikaider 01: The Animation (яп. キカイダー01 THE ANIMATION). И ещё одна OVA  — The boy with the Guitar: Kikaider vs Inazuman (яп. ギターを持った少年 -キカイダーVSイナズマン-), действие в которой происходит после всех главных событий.

## Сюжет
Профессор Дэн Комёдзи создаёт Дзиро (Кикайдера), но происходит взрыв. После этого дети профессора — Мицуко и Масару  не смогли найти его тело. Мицуко берёт себе Дзиро и учит его принимать форму Кикайдера и объясняет, как устроена система GEMINI, которая находится внутри него. Отношения между Мицуко и Дзиро продолжают становиться всё ближе до того момента, пока таинственный незнакомец не начал играть на флейте, которая может манипулировать Дзиро. Он нападет на Мицуко, и та думает что Дзиро неисправен. Дзиро сбегает от Мицуко и Масару в страхе быть уничтоженным. Мицуко нанимает Ханпэи Хаттори и его ученика Сарутоби, чтобы те нашли Дзиро. На протяжении истории Дзиро сражается с другими роботами и узнает больше о профессоре Гилле (который использовал против него флейту)  и злой  организации DARK. Внутри Дзиро живёт вторая более тёмная личность — Кикайдер.  Позже Мицуко снова встречается с Дзиро и на этот раз влюбляется в него. Они объединяются чтобы найти мать Мицуко. Она рассказывает им, что влюблена в профессора Гилла. Но она не может пережить ту боль, что её дети далеко от неё, и перед смертью она их отправляет жить в штаб-квартиру Гилла. После того, как Дзиро находит штаб квартиру, Гилл борется в одиночку с Дзиро и обнаруживает что мозг внутри Дзиро принадлежит профессору Комёдзи. Оказывается, Комёдзи перед исчезновением заключил свой мозг в тело робота, чтобы Кикайдер не начал уничтожать всё вокруг. Профессор Гилл пытается контролировать Дзиро с помощью флейты. Но он стал гораздо сильнее с прошлого раза. Ханпэи, Мицуко и Эцуко удалось бежать, но Дзиро остался внутри. У Мицуко есть надежда, что он однажды вернётся к ней.

## Guitar o Motta Shounen: Kikaider VS Inazuman
Дзиро захвачен профессором Гиллом и работает на него. В него вставлен специальный чип, чтобы управлять им. Но при этом у Дзиро всё ещё сохранилось самосознание и он боится столкнуться с Мицуко и Масару т.к может навредить им.

## Озвучивали
- Дзиро/Кикайдер —  Томокадзу Сэки
- Итиро/Кикайдер 01 —  Сётаро Морикубо
- Рэй Кокайдер 00 —  Кадзухико Иноуэ
- Миеко —  Мицуко Хориэ
- Мицуко —   Юи Хориэ
- Масару —  Юмико Кобаяси
- Доктор Комёдзи —  Сёдзо Иидзука
- Профессор Гилл —  Синдзи Огава